# Samuel Paul Welles
Samuel Paul Welles (* 9. November 1907 in Gloucester, Massachusetts; † 6. August 1997 in San Mateo, Kalifornien) war ein US-amerikanischer Wirbeltierpaläontologe und wissenschaftlicher Mitarbeiter am Museum of Palaeontology der University of California, Berkeley.
Welles nahm in den 1930er-Jahren an den Ausgrabungen im Placerias-Quarry teil. Auch an den Entdeckungen der Fossilien des riesigen Ichthyosauriers Shonisaurus von 1954 und in den Folgejahren im Gebiet des heutigen Berlin-Ichthyosaur State Park war er maßgeblich beteiligt. Bekanntheit erlangte er mit seiner wissenschaftlichen Erstbeschreibung des theropoden Dinosauriers Dilophosaurus aus dem Jahre 1954.